# 中田町 (三島市)
中田町（なかたまち）は、静岡県三島市の町名。丁番を持たない単独町名である。

## 地理
三島市の西部に位置する住宅地域。町域西辺と南辺を迂回して流れる御殿川に接している。北で北田町、東で東本町、南で南田町、西で南本町と接する。旧市内地区に属する。

### 河川
- 御殿川

## 世帯数と人口
2018年（平成30年）11月30日現在の世帯数と人口は以下の通りである。
| 町丁   | 世帯数  | 人口  |
| ------ | ------- | ----- |
| 中田町 | 432世帯 | 831人 |

## 小・中学校の学区
市立小・中学校に通う場合、学区は以下の通りとなる。
| 番・番地等 | 小学校           | 中学校           |
| ---------- | ---------------- | ---------------- |
| 全域       | 三島市立南小学校 | 三島市立南中学校 |

## 施設
- 三島市南地区コミュニティ防災センター
- 田町集会場
- 佐野美術館 - 国宝の長光作薙刀、国の重要文化財の木造大日如来坐像・豊後国行平作太刀などが所蔵されている[4]。
- 静岡銀行三島支店
- イトーヨーカドー三島店 - 日清製菓工場の跡地。
- 日本キリスト教団三島教会
- 金光教三島教会

## 文化財
- 隆泉苑 - 国の登録有形文化財

## 交通

### 鉄道
当地内に鉄道は通っていないが、伊豆箱根鉄道三島田町駅が最寄り駅になる。

### 道路
- 静岡県道21号三島裾野線

## その他

### 日本郵便
- 郵便番号 : 411-0838[2]（集配局：三島郵便局[7]）。